# پیل سوختی میکروبی
پیل سوختی میکروبی (انگلیسی: Microbial fuel cell) یا پیل سوختی بیولوژیکی (biological fuel cell) یک سیستم بیوالکتروشیمیایی است که با تقلید از فعالیت باکتری‌ها که در طبیعت انجام می‌شود تولید جریان الکتریکی می‌کنند.
سلول سوختی میکروبی (MFC) نوعی از سیستم سلول‌های سوختی بیوالکروشیمیایی است که جریان الکتریکی را با منحرف کردن الکترون‌های تولید شده از اکسیداسیون میکروبی ترکیبات کاهش یافته (که با نام سوخت یا اهداکننده الکترون نیز شناخته می‌شود) بر روی آند به ترکیبات اکسیدکننده (که به عامل اکسیدکننده یا قبول کننده الکترون نیز معروف است) بر روی کاتد از طریق یک مدار الکتریکی خارجی تولید می‌کند.
MFCها را می‌توان به دو دسته کلی تقسیم کرد: واسطه و بدون واسطه. اولین MFCها که در اوایل قرن بیستم به نمایش درآمدند، از یک واسطه استفاده کردند: یک ماده شیمیایی که الکترون‌ها را از باکتری‌های موجود در سلول به آند منتقل می‌کند. MFCهای بدون واسطه در دهه ۱۹۷۰ ظهور کردند. در این نوع MFC، باکتری‌ها معمولاً دارای پروتئین‌های ردوکس فعال الکتروشیمیایی مانند سیتوکروم‌ها بر روی غشای خارجی خود هستند که می‌توانند الکترون‌ها را مستقیماً به آند منتقل کنند. این انتقال مستقیماً می تواند از سطح باکتری یا به طریق یه دنباله (Filament) انجام شود. در قرن بیست و یکم، MFCها شروع به استفاده تجاری در تصفیه فاضلاب کردند.  

## تاریخچه
ایده استفاده از میکروب ها برای تولید برق در اوایل قرن بیستم مطرح شد. مایکل کرسه پاتر این موضوع را در سال ۱۹۱۱ آغاز کرد.پاتر موفق به تولید الکتریسیته از ساکارومایسس سرویزیه شد، اما این کار پوشش کمی داشت. در سال ۱۹۳۱، بارنت کوهن نیم پیل‌های سوختی میکروبی ایجاد کرد که وقتی به صورت سری به هم متصل می‌شدند، قادر به تولید بیش از ۳۵ ولت تنها با جریان ۲ میلی‌آمپر بودند.
در اواخر دهه ۱۹۷۰، اطلاعات کمی در مورد نحوه عملکرد سلول‌های سوختی میکروبی وجود داشت. این مفهوم توسط رابین آلن و بعدها توسط پیتر بنتو مورد مطالعه قرار گرفت. مردم پیل سوختی را به عنوان روشی ممکن برای تولید برق برای کشورهای در حال توسعه دیدند. کار بنتو، که از اوایل دهه ۱۹۸۰ شروع شد، به درک درستی از نحوه عملکرد پیل‌های سوختی کمک کرد و بسیاری او را به عنوان اصلی‌ترین مرجع این موضوع می‌دانستند.
در ماه می سال ۲۰۰۷ دانشگاه کوئینزلند استرالیا نمونه اولیه MFC را به عنوان تلاشی مشترک با یک شرکت نوشیدنی استرالیایی(Foster's Brewing)تکمیل کرد. نمونه اولیه، طراحی ۱۰ لیتری فاضلاب کارخانه آبجوسازی به دی‌اکسید کربن، آب تمیز و برق بود. این گروه برنامه‌هایی برای ایجاد مدلی در مقیاس آزمایشی برای کنفرانس بین‌المللی انرژی زیستی آینده داشت.

## تعریف
پیل سوختی میکروبی (MFC) وسیله ای است که انرژی شیمیایی را با عمل میکروارگانیسم‌ها به انرژی الکتریکی تبدیل می‌کند. این سلول‌های الکتروشیمیایی با استفاده از بیوآند و/یا بیوکاتد ساخته می‌شوند. اکثر MFCها حاوی غشایی برای جدا کردن بخش‌های آند (محل اکسیداسیون) و کاتد (محل احیاء) هستند. الکترون‌های تولید شده در طی اکسیداسیون مستقیماً به یک الکترود یا یک گونه واسطه اکسایش-کاهش(ردوکس) منتقل می‌شوند. شار الکترون به کاتد منتقل می‌شود و تعادل بار سیستم با حرکت یونی در داخل سلول، معمولاً در سراسر یک غشای یونی حفظ می‌شود. اکثر MFCها از یک الکترون دهنده آلی استفاده می‌کنند که برای تولید CO2، پروتون‌ها و الکترون‌ها اکسید می‌شود. واکنش کاتدی از انواع گیرنده‌های الکترون، اغلب از اکسیژن (O2) استفاده می‌کند. سایر گیرنده‌های الکترون مورد مطالعه شامل بازیابی فلز از طریق احیا، آب به هیدروژن، احیای نیترات، و احیای سولفات است.

## کاربردها

### تولید برق
MFCها برای کاربردهای تولید برق که فقط به انرژی کم نیاز دارند جذاب هستند اما در جاهایی که جایگزینی باتری‌ها ممکن است غیرعملی باشد، مانند شبکه‌های حسگر بی‌سیم. حسگرهای بی‌سیم، که توسط سلول‌های سوختی میکروبی تغذیه می‌شوند، می‌توانند برای مثال برای نظارت از راه دور (محافظت) استفاده شوند.
تقریباً هر ماده آلی می‌تواند برای تغذیه پیل سوختی استفاده شود، از جمله سلول‌های جفت کننده به تصفیه خانه‌های فاضلاب. فاضلاب فرآیندهای شیمیایی و فاضلاب مصنوعی برای تولید بیوالکتریسیته در MFCها استفاده شده‌است.
MFCها می‌توانند در مقیاس کوچک کار کنند. الکترودها در برخی موارد فقط باید ۷ میکرومتر ضخامت و ۲ سانتی‌متر طول داشته باشند، به طوری که یک MFC می‌تواند جایگزین باتری شود. این انرژی تجدید پذیر را فراهم می‌کند و نیازی به شارژ مجدد ندارد.
MFCها در شرایط ملایم، بین ۲۰ تا ۴۰ درجه سانتیگراد و همچنین در pH حدود ۷ به خوبی عمل می‌کنند. آنها فاقد ثبات لازم برای کاربردهای پزشکی طولانی مدت مانند ضربان ساز هستند.
نیروگاه‌ها می‌توانند بر پایه گیاهان آبی مانند جلبک‌ها ساخته شوند، اگر در مجاورت یک سیستم برق موجود قرار گیرد. سیستم MFC می‌تواند خطوط برق خود را به اشتراک بگذارد و برق مورد نیاز را تأمین کند.

### تحصیلات
پیل‌های سوختی میکروبی مبتنی بر خاک به عنوان ابزار آموزشی عمل می‌کنند، زیرا شامل چندین رشته علمی (میکروبیولوژی، ژئوشیمی، مهندسی برق و غیره) می‌شوند و می‌توانند با استفاده از مواد معمول در دسترس مانند خاک‌ها ساخته شوند. کیت‌هایی برای پروژه‌های علوم خانگی و کلاس‌های درس موجود است. یکی از نمونه‌هایی از سلول‌های سوختی میکروبی که در کلاس درس استفاده می‌شود، در برنامه درسی IBET (بیولوژی، انگلیسی و فناوری یکپارچه) برای دبیرستان علوم و فناوری توماس جفرسون است. چندین ویدئو و مقاله آموزشی نیز در مورد انجمن بین‌المللی الکتروشیمی و فناوری میکروبی (انجمن ISMET) موجود است.

### حسگر زیستی
جریان تولید شده از پیل سوختی میکروبی به‌طور مستقیم با محتوای مواد آلی فاضلاب مورد استفاده، به عنوان سوخت مناسب است. MFCها می‌توانند غلظت املاح فاضلاب را اندازه‌گیری کنند.
نیروی دریایی ایالات متحده در حال بررسی سلول‌های سوختی میکروبی برای حسگرهای محیطی است. استفاده از پیل‌های سوختی میکروبی برای تأمین انرژی حسگرهای محیطی می‌تواند انرژی را برای مدت طولانی‌تری تأمین کند و امکان جمع‌آوری و بازیابی داده‌های زیردریایی را بدون زیرساخت سیمی و سیم کشی شده فراهم کند. انرژی ایجاد شده توسط این سلول‌های سوختی برای حفظ حسگرها پس از یک زمان راه اندازی اولیه کافی است.به دلیل شرایط زیر دریا (غلظت نمک بالا، دماهای نوسان و تأمین مواد مغذی محدود)، نیروی دریایی ممکن است MFCها را با مخلوطی از میکروارگانیسم‌های مقاوم به نمک مستقر کند. یک مخلوط امکان استفاده کامل تر از مواد مغذی موجود را فراهم می‌کند.
حسگرهای زیستی امکان شناسایی آلاینده‌های آلی در آب شیرین را فراهم می‌کنند. سنسور فقط به توان تولید شده توسط MFCها متکی است و به‌طور مداوم بدون تعمیر و نگهداری کار می‌کند. بیوسنسور زنگ هشدار را روشن می‌کند تا سطح آلودگی اطلاع داده شود.

### بازیابی زیستی
در سال ۲۰۱۰ دستگاهی ساخته شد که قادر به تولید الکتریسیته و کاهش یونهای Cu+2 به فلز مس است. سلول های الکترولیز میکروبی برای تولید هیدروژن نشان داده شده است.

### تصفیه فاضلاب
MFCها در تصفیه آب برای برداشت انرژی با استفاده از هضم بی هوازی استفاده می‌شوند. این فرایند همچنین می‌تواند عوامل بیماری‌زا را کاهش دهد. با این حال، به دمای بالاتر از ۳۰ درجه سانتیگراد نیاز دارد و برای تبدیل بیوگاز به برق نیاز به یک مرحله اضافی دارد. ممکن است از اسپیسرهای اسپیرال(Spiral spacers) برای افزایش تولید الکتریسیته با ایجاد یک جریان مارپیچ در MFC استفاده شود. مقیاس بندی MFCها به دلیل چالش‌های توان خروجی در یک سطح بزرگتر یک چالش است.

## انواع

### با واسطه
اکثر سلول‌های میکروبی از نظر الکتروشیمیایی غیرفعال هستند. انتقال الکترون از سلول‌های میکروبی به الکترود توسط واسطه‌هایی مانند تیونین، متیل ویولوژن، متیل بلو، و هیومیک اسید تسهیل می‌شود. اکثر واسطه‌های موجود گران و سمی هستند.

### بدون واسطه

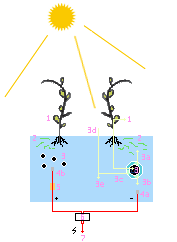
پیل سوختی میکروبی گیاهی (PMFC)

سلول های سوختی میکروبی بدون واسطه از باکتری های فعال الکتروشیمیایی برای انتقال الکترون ها به الکترود استفاده می کنند (الکترون ها مستقیماً از آنزیم تنفسی باکتری به الکترود منتقل می شوند). از جمله باکتری های فعال الکتروشیمیایی می توان به Shewanella putrefaciens ،Aeromonas hydrophila و دیگران اشاره کرد. برخی از باکتری ها قادرند تولید الکترون خود را از طریق پیلی روی غشای خارجی خود انتقال دهند. MFC های بدون واسطه کمتر مشخص می شوند.
سلول های سوختی میکروبی بدون واسطه می توانند روی فاضلاب کار کنند و انرژی را مستقیماً از گیاهان خاص و O2 دریافت کنند. این پیکربندی به عنوان پیل سوختی میکروبی گیاهی شناخته می شود. گیاهان احتمالی عبارتند از نی شیرین علف، علف طناب، برنج، گوجه فرنگی، لوپین و جلبک. با توجه به اینکه نیرو از گیاهان زنده (تولید انرژی در محل) گرفته می شود، این نوع می تواند مزایای اکولوژیکی را ارائه دهد. 

### الکترولیز میکروبی
یکی از انواع MFC بدون واسطه، سلول الکترولیز میکروبی (MEC) است. در حالی که MFCها با تجزیه باکتریایی ترکیبات آلی در آب، جریان الکتریکی تولید می‌کنند، MECها تا حدی فرایند تولید هیدروژن یا متان را با اعمال ولتاژ به باکتری‌ها معکوس می‌کنند. این مکمل ولتاژ تولید شده توسط تجزیه میکروبی مواد آلی است که منجر به الکترولیز آب یا تولید متان می‌شود. یک معکوس کامل از اصل MFC در الکتروسنتز میکروبی یافت شده، که در آن دی‌اکسید کربن توسط باکتری‌ها با استفاده از جریان الکتریکی خارجی برای تشکیل ترکیبات آلی چند کربنه کاهش می‌یابد.

### بر پایه خاک

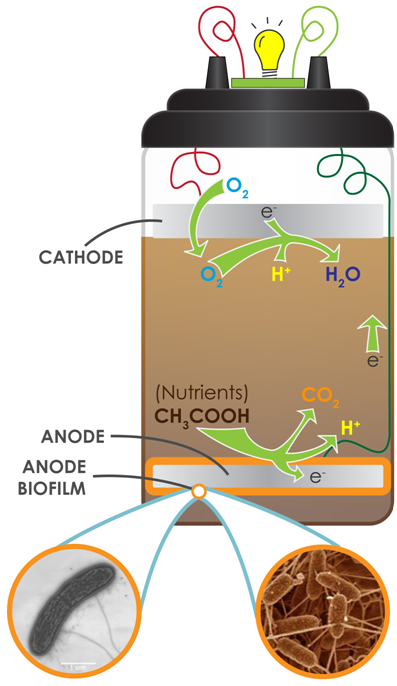
MFC مبتنی بر خاک

سلول‌های سوختی میکروبی مبتنی بر خاک به اصول اولیه MFC پایبند هستند. به موجب آن خاک به عنوان محیط آندی غنی از مواد مغذی و غشای تبادل پروتون (PEM) عمل می‌کند. آند در عمق خاصی در خاک قرار می‌گیرد، در حالی که کاتد روی خاک قرار دارد و در معرض هوا قرار می‌گیرد.
خاک‌ها به‌طور طبیعی مملو از میکروب‌های مختلف، از جمله باکتری‌های الکتروژنی مورد نیاز برای MFC هستند، و مملو از قندهای پیچیده و سایر مواد مغذی هستند که از تجزیه مواد گیاهی و حیوانی انباشته شده‌اند. علاوه بر این، میکروب‌های هوازی (مصرف‌کننده اکسیژن) موجود در خاک به عنوان یک فیلتر اکسیژن عمل می‌کنند، مانند مواد گران‌قیمت PEM که در سیستم‌های MFC آزمایشگاهی استفاده می‌شود، که باعث می‌شود پتانسیل ردوکس خاک با عمق بیشتر کاهش یابد. MFCهای مبتنی بر خاک در حال تبدیل شدن به ابزار آموزشی محبوب برای کلاس‌های درس علوم هستند.
سلول‌های سوختی میکروبی رسوبی (SMFCs) برای تصفیه فاضلاب استفاده شده‌است. SMFCهای ساده می‌توانند انرژی تولید کنند در حالی که فاضلاب را بی خطر می‌کنند. بیشتر این گونه SMFCها حاوی گیاهانی برای تقلید از تالاب‌های ساخته شده هستند. در سال ۲۰۱۵، آزمایش‌های SMFC به بیش از ۱۵۰ لیتر رسیده بود.
در سال ۲۰۱۵ محققان یک برنامه کاربردی SMFC را معرفی کردند که انرژی را استخراج کرده و باتری را شارژ می‌کند. نمک‌ها به یون‌های دارای بار مثبت و منفی در آب تجزیه می‌شوند و حرکت می‌کنند و به الکترودهای منفی و مثبت مربوطه می‌چسبند و باتری را شارژ می‌کنند و حذف نمک مؤثر بر نمک زدایی خازنی میکروبی را ممکن می‌سازند. میکروب‌ها انرژی بیشتری نسبت به فرایند نمک‌زدایی تولید می‌کنند. در سال ۲۰۲۰، یک پروژه تحقیقاتی اروپایی به تصفیه آب دریا به آب شیرین برای مصارف انسانی با مصرف انرژی در حدود ۰٫۵ کیلووات ساعت بر متر مکعب دست یافت که نشان دهنده کاهش ۸۵ درصدی مصرف انرژی فعلی با توجه به فناوری‌های پیشرفته نمک زدایی است. علاوه بر این، فرایند بیولوژیکی که از آن انرژی به‌طور همزمان به دست می‌آید، آب باقیمانده را برای تخلیه آن در محیط زیست یا استفاده مجدد در مصارف کشاورزی/صنعتی تصفیه می‌کند. این امر در یک مرکز نوآوری نمک‌زدایی واقع در اسپانیا به دست آمده‌است.

### بیوفیلم فوتوتروفیک
MFCهای بیوفیلم فوتوتروفیک (Phototrophic biofilm) از آند بیوفیلم فوتوتروف حاوی میکروارگانیسم‌های فتوسنتزی مانند کلروفیتا و کندیانوفیتا استفاده می‌کنند. آنها فتوسنتز را انجام می‌دهند و بنابراین متابولیت‌های آلی تولید می‌کنند و الکترون اهدا می‌کنند.
زیرمجموعه MFCهای فوتوتروف که از مواد فتوسنتزی خالص اکسیژنی در آند استفاده می‌کنند، گاهی اوقات سیستم‌های فتوولتائیک بیولوژیکی نامیده می‌شوند.

### غشای نانومتخلخل
آزمایشگاه تحقیقاتی نیروی دریایی ایالات متحده سلول‌های سوختی میکروبی غشایی نانومتخلخل را توسعه داد که از یک غیر PEM برای ایجاد انتشار غیرفعال در داخل سلول استفاده می‌کنند. غشا یک فیلتر پلیمری غیر متخلخل (نایلون، سلولز یا پلی کربنات) است.
غشاهای متخلخل به انتشار غیرفعال اجازه می‌دهند و در نتیجه توان لازم برای MFC را کاهش می‌دهند تا PEM را فعال نگه دارند و کل انرژی خروجی را افزایش دهند.

### غشای سرامیکی
غشاهای PEM را می توان با مواد سرامیکی جایگزین کرد. ساختار درشت متخلخل غشاهای سرامیکی امکان انتقال مناسب گونه های یونی را فراهم می کند.
موادی که به طور موفقیت آمیزی در MFC های سرامیکی به کار گرفته شده اند عبارتند از سفال، آلومینا، پیروفیلیت، مولیت و سفالین.

## فرآیند تولید
هنگامی که میکروارگانیسم‌ها ماده ای مانند قند را در شرایط هوازی مصرف می‌کنند، دی‌اکسید کربن و آب تولید می‌کنند. با این حال، هنگامی که اکسیژن وجود ندارد، دی‌اکسید کربن، هیدرون‌ها (یون‌های هیدروژن) و الکترون تولید می‌کنند، همان‌طور که در زیر توضیح داده شده‌است:

−C12H22O11 + 13H2O → 12CO2 + 48H+ + 48e
پیل‌های سوختی میکروبی از واسطه‌های غیرآلی برای ضربه زدن به زنجیره انتقال الکترون سلول‌ها و الکترون‌های کانال تولید شده استفاده می‌کنند. واسطه از غشاهای لیپیدی سلولی و غشای خارجی باکتری عبور می‌کند. سپس شروع به آزاد کردن الکترون از زنجیره انتقال الکترون می‌کند که معمولاً توسط اکسیژن یا سایر واسطه‌ها گرفته می‌شود.
واسطه ای که اکنون کاهش یافته‌است از سلول مملو از الکترون خارج می‌شود. این الکترود به آند تبدیل می‌شود. آزاد شدن الکترون‌ها، واسطه را به حالت اکسید شده اولیه خود بازیافت می‌کند. این فقط در شرایط بی هوازی می‌تواند اتفاق بیفتد. اگر اکسیژن وجود داشته باشد، الکترون‌ها را جمع‌آوری می‌کند، زیرا الکترونگاتیوی بیشتری دارد.
در عملیات MFC، آند گیرنده الکترون پایانی است که توسط باکتری‌ها در محفظه آندی شناسایی می‌شود؛ بنابراین، فعالیت میکروبی به شدت به پتانسیل ردوکس آند وابسته است.
ارگانیسم‌هایی که قادر به تولید جریان الکتریکی هستند، اگزوالکتروژن نامیده می‌شوند. برای تبدیل این جریان به الکتریسیته قابل استفاده، اگزوالکتروژن‌ها باید در یک پیل سوختی قرار گیرند.
واسطه و یک میکروارگانیسم مانند مخمر در محلولی که به آن بستری مانند گلوکز اضافه می‌شود با هم مخلوط می‌شوند. این مخلوط در یک محفظه مهر و موم شده قرار می‌گیرد تا از ورود اکسیژن جلوگیری کند و در نتیجه میکروارگانیسم را مجبور به انجام تنفس بی هوازی کند. یک الکترود در محلول قرار می‌گیرد تا به عنوان آند عمل کند.
در محفظه دوم MFC محلول دیگری و کاتد با بار مثبت است. محلول یک عامل اکسید کننده است که الکترون‌ها را در کاتد می‌گیرد. مانند زنجیره الکترونی در سلول مخمر، این می‌تواند انواع مختلفی از مولکول‌ها مانند اکسیژن باشد، اگرچه گزینه راحت تر یک عامل اکسید کننده جامد است که به حجم کمتری نیاز دارد.
واسطه کاهش یافته الکترون‌ها را از سلول به الکترود می‌برد. در اینجا واسطه با رسوب الکترون‌ها اکسید می‌شود. اینها سپس در سراسر سیم به سمت الکترود دوم جریان می‌یابند که به عنوان یک فرورفتگی الکترون عمل می‌کند. از اینجا به یک ماده اکسید کننده منتقل می‌شوند. همچنین یون ها/پروتون‌های هیدروژن از آند به کاتد منتقل می‌شوند. آنها به سمت گرادیان غلظت پایین‌تر حرکت می‌کنند و با اکسیژن ترکیب می‌شوند، اما برای انجام این کار به یک الکترون نیاز دارند که جریان آن را تولید می‌کند و هیدروژن برای حفظ گرادیان غلظت استفاده می‌شود.
مشاهده شده‌است که زیست توده جلبکی هنگامی که به عنوان بستر در پیل سوختی میکروبی استفاده می‌شود انرژی بالایی می‌دهد.